# رياجي أوفوسو
رياجي أوفوسو (بالألمانية: Reagy Ofosu)‏ (20 سبتمبر 1991 بهامبورغ في ألمانيا - ) هو لاعب كرة قدم ألماني في مركز الجناح. لعب مع إنغولشتات 04 وكيمنتزر ونادي غروديغ ونادي أحد السعودي و Harburger TB ‏ وFC Ingolstadt 04 II ‏ ونادي هامبورغ 2 ‏.

## وصلات خارجية
- رياجي أوفوسو على موقع قاعدة بيانات كرة القدم.إي يو (الإنجليزية)
- رياجي أوفوسو على موقع بيانات كرة القدم. دي إي (الألمانية)
- رياجي أوفوسو على موقع Soccerway.com (الإنجليزية)
- رياجي أوفوسو على موقع عالم كرة القدم.نت (الإنجليزية)